# Sergentomyia sylvestris
Sergentomyia sylvestris är en tvåvingeart som först beskrevs av John Alexander Sinton 1924.  Sergentomyia sylvestris ingår i släktet Sergentomyia och familjen fjärilsmyggor. Inga underarter finns listade i Catalogue of Life.